# Contrario
 (octobre 2023).
Si vous disposez d'ouvrages ou d'articles de référence ou si vous connaissez des sites web de qualité traitant du thème abordé ici, merci de compléter l'article en donnant les références utiles à sa vérifiabilité et en les liant à la section « Notes et références ».
Contrario est un jeu de société créé par Odet l'Homer, Roberto Fraga, et Matthieu d'Epenoux, édité par Cocktailgames depuis 2001. Il a été distribué en France par Jeux Descartes puis par Asmodée.
Pour 2 joueurs ou (beaucoup) plus, à partir de 10 ans, 30 minutes.

## Règles du jeu
Les principes s'apprennent en moins d'une minute. Le jeu s'appuie sur des cartes, présentant plusieurs expressions. À partir de chaque expression, les joueurs doivent retrouver une expression connue ou classique, en remplaçant chaque mot par soit :
- un contraire : petit pour grand, sans pour avec
- un synonyme : semblable pour pareil, écarlate pour rouge
- un mot de le même famille : conifère pour sapin, éléphant pour tigre

Par exemple, si la carte donne l'expression "La Grande Alarme", les joueurs doivent penser à "La Petite Sirène" (Grande est le contraire de petite, et Alarme est synonyme de Sirène).
Quand les joueurs ne trouvent pas, des indices viennent aider. Par exemple, si l'expression est "Les 69 lévriers", le premier indice est Cinéma puis le deuxième est Walt Disney, et la réponse à trouver est donc : "Les 101 dalmatiens". Trouver sans indice rapporte 3 points, trouver avec un indice 2 points, et avec deux indices 1 point.
Les joueurs conviennent du but du jeu en début de partie. Ce peut-être par exemple arriver en premier à 100 points, être premier au bout de 30 minutes, ou de 30 cartes.

## Autour du jeu
Le jeu a remporté le Grand Prix du Jouet - Nouveaux talents en 2002. Il s'agit du premier jeu de l'éditeur.

## Contrario 2
En 2006, Contrario 2 reprend le même principe et propose 1600 nouvelles expressions détournées. Certains détournements utilisent les associations d'idée. Les mots à trouver ne sont donc plus forcément des synonymes, des antonymes, ou des mots de même genre.